# Ruby Puryear Hearn
Ruby Louise Puryear Hearn (Winston-Salem, Carolina del Nord, 13 d'abril de 1940) és una biofísica nord-americana, que ha dedicat la seva vida a polítiques públiques de salut.

## Primers anys
Ruby Louise Puryear va néixer a Winston-Salem, Carolina del Nord, el 13 d'abril de 1940. Posteriorment, la família es va traslladar a la zona d'Atlanta.
Ruby va assistir a la Universitat Skidmore/ Skidmore College, on es va especialitzar en bioquímica. Al seu any final d'estudis, va escriure a l'editor del diari del seu col·legi criticant l'Associació Nacional d'Estudiants per no donar suport a la protesta dels estudiants negres contra les botigues de departament Woolworth's. Ella va sobresortir com un excel·lent estudiant, guardonada freqüentment a la llista d'honor del degà i graduant-se amb els màxims honors el 1960. Ruby va ser una dels dotze estudiants de la seva classe que va obtenir educació superior.

## Carrera
Hearn va estudiar a la Universitat Yale on va aconseguir un mestratge en ciències i un doctorat en biofísica. La seva tesi de dissertació es va titular “Paràmetres Termodinàmics al sistema RNase-S.” Ella va ser membre de la Corporació Yale de 1992 al 1998.
Durant la dècada dels 1970, Hearn va treballar en programes de desenvolupament per millorar la salut de nens en risc. El 1980 va començar a treballar a la fundació de Robert Wood Johnson, la fundació filantròpica més gran dels Estats Units.
Hearn va dedicar la majoria de la seva carrera a la fundació, on els seus programes es van enfocar en “salut maternal, infantil i dels nens; SIDA; abusos de substàncies; i educació mèdica per a les minories.” Des de 1983 fins a 2001, Hearn va servir com a Vice President Senior de la Fundació Robert Wood Johnson. A partir de la seva jubilació, ocupa el lloc de Vicepresident Senior Emérita.
Hearn ha estat part activa de diverses juntes directives i comitès durant la seva vida. El 1995, va estar al comitè executiu de la Junta Directiva de les Special Olympics, jocs mundials d'estiu. Hearn ha servit a la Junta Científica de l'Administració de Menjar i Aliments així com al consell de govern de l'Institut de Medicina. A més ha servit a la junta de l'Acadèmia Nacional de Medicina/National Academy of Medicine sobre Infància, Adolescència i Família. L'Acadèmia de Medicina de Nova York (New York Academy of Medicine) va atorgar a Hearn la medalla pels seus serveis excepcionals a l'acadèmia el 2015, després de 10 anys de lideratge a la Junta de Beneficiaris i després d'advocar pel desenvolupament del programa.

## Vida privada
Ruby es va casar amb Robert Hearn el desembre del 1960, i té dos fills.